# The Morning After (The J. Geils Band)
| Recensione                        | Giudizio    |
| --------------------------------- | ----------- |
| AllMusic                          | [ 2 ]       |
| Robert Christgau                  | B-          |
| The New Rolling Stone Album Guide | [ 4 ]       |
| Sputnikmusic                      | 3.5 (Great) |

The Morning After è il secondo album discografico del gruppo musicale rock statunitense dei The J. Geils Band, pubblicato dalla casa discografica Atlantic Records nell'ottobre del 1971.

## Tracce

### LP
Lato A
1. I Don't Need You No More – 2:35 (Seth Justman, Peter Wolf)
2. Whammer Jammer – 2:34 (Juke Joint Jimmy)
3. So Sharp – 3:09 (Arlester Christian)
4. The Usual Place – 2:44 (Don Covay, Leroy Randolph)
5. Gotta Have Your Love – 4:32 (Seth Justman, Peter Wolf)

Lato B
1. Looking for a Love – 3:45 (James W. Alexander, Zelda Samuels)
2. Gonna Find Me a New Love – 3:23 (Seth Justman, Peter Wolf)
3. Cry One More Time – 3:21 (Seth Justman, Peter Wolf)
4. Floyd's Hotel – 3:08 (Seth Justman, Peter Wolf)
5. It Ain't What You Do (It's How You Do It) – 5:12 (Juke Joint Jimmy)

## Formazione
- J. Geils - chitarra
- Peter Wolf - voce
- Seth Justman - tastiere
- Magic Dick (Richard Salwitz) - harp
- Danny Klein - basso
- Stephen Bladd - batteria, voce

Note aggiuntive
- Bill Szymczyk - produttore (per la Tumbleweed Productions), ingegnere delle registrazioni
- Lee Kiefer - ingegnere delle registrazioni e assistente alla produzione
- Registrazioni effettuate al Record Plant West di Los Angeles, California (Stati Uniti)
- The J. Geils Band - arrangiamenti
- Stephen Paley - fotografie
- Sam Cooperstein - design album
- Fred Lewis e Juke Joint Jimmy - assistenza speciale[7]

## Classifica
Album
| Anno | Classifica    | Posizione raggiunta |
| ---- | ------------- | ------------------- |
| 1971 | Billboard 200 | 64                  |

Singoli
| Anno | Titolo del brano   | Classifica        | Posizione raggiunta |
| ---- | ------------------ | ----------------- | ------------------- |
| 1972 | Looking for a Love | Billboard Hot 100 | 39                  |